# Kadina Glavica
Kadina Glavica falu Horvátországban Šibenik-Knin megyében. Közigazgatásilag Drnišhez tartozik.

## Fekvése
Knintől légvonalban 20, közúton 24 km-re délre, községközpontjától 6 km-re keletre, a Knint Šibenikkel összekötő 33-as számú főúttól keletre, Dalmácia középső részén a Petrovo-mező területén egy magaslaton fekszik.

## Története
Területét 1522-ben foglalta el a török. 1530-ban egy török defterben említik először „Kadijino Brdo” néven. 1683-ban a velencei hadak szabadították fel a török uralom alól. 1797-ben a Velencei Köztársaság megszűnésével a Habsburg Birodalom része lett. 1806-ban Napóleon csapatai foglalták el és 1813-ig francia uralom alatt állt. Napóleon bukása után ismét Habsburg uralom következett, mely az első világháború végéig tartott. A falunak 1857-ben 392, 1910-ben 399 lakosa volt. Az első világháború után előbb a Szerb Királyság, majd rövid ideig az Olasz Királyság, ezután a Szerb-Horvát-Szlovén Királyság, majd Jugoszlávia része lett. 1991-ben lakóinak 71 százaléka horvát, 27 százaléka szerb nemzetiségű volt. A délszláv háború során elfoglalták a szerb csapatok és a Krajinai Szerb Köztársasághoz csatolták. Templomát felgyújtották, a horvát lakosság elmenekült. A horvát hadsereg 1995 augusztusában a Vihar hadművelet során foglalta vissza a települést. Házait és templomát újjáépítették. 2011-ben a 215 lakosa volt.

## Lakosság
| Lakosság változása | Lakosság változása | Lakosság változása | Lakosság változása | Lakosság változása | Lakosság változása | Lakosság változása | Lakosság változása | Lakosság változása | Lakosság változása | Lakosság változása | Lakosság változása | Lakosság változása | Lakosság változása | Lakosság változása | Lakosság változása |
| ------------------ | ------------------ | ------------------ | ------------------ | ------------------ | ------------------ | ------------------ | ------------------ | ------------------ | ------------------ | ------------------ | ------------------ | ------------------ | ------------------ | ------------------ | ------------------ |
| 1857               | 1869               | 1880               | 1890               | 1900               | 1910               | 1921               | 1931               | 1948               | 1953               | 1961               | 1971               | 1981               | 1991               | 2001               | 2011               |
| 392                | 790                | 327                | 344                | 383                | 399                | 358                | 428                | 485                | 483                | 503                | 485                | 417                | 510                | 255                | 215                |

## Nevezetességei
A "Filipovac" nevű dombon álló Szent József tiszteletére szentelt plébániatemplomát 1938-ban kezdték építeni, de az építést csak jóval később, 1962-ben tudták folytatni. Végül 1964-re készült el. A templom egyedülállóan ötszög alaprajzú, mellette harangtoronnyal. A délszláv háború során a szerb csapatok kifosztották, felgyújtották és részben lerombolták. Két harangját elvitték. A háború után építették újjá. A templom mellé szabadtéri fedett oltárt, közelébe pedig szökőkutat építettek.